# Европско првенство у атлетици на отвореном 1938 — 5.000 метара за мушкарце
Такмичење у трци на 5.000 метара у мушкој конкуренцији на 2. Европском првенству у атлетици 1938. одржано је 4. септембра на стадиону Коломб у Паризу.
Титулу освојени на 1. Европском првенству 1934. у Торину, бранио је Роже Рошар из Француске.

## Земље учеснице
Учествовало је 13 такмичара из 9 земаља.
1. Луксембург (1)
2. Мађарска (2)
3. Норвешка (1)
4. Пољска  (1)
5. Уједињено Краљевство (2)
6. Финска (2)
7. Француска (2)
8. Швајцарска (1)
9. Шведска (1)

## Рекорди
| Рекорди пре почетка Европског првенства 1938. | Рекорди пре почетка Европског првенства 1938. | Рекорди пре почетка Европског првенства 1938. | Рекорди пре почетка Европског првенства 1938. | Рекорди пре почетка Европског првенства 1938. |
| --------------------------------------------- | --------------------------------------------- | --------------------------------------------- | --------------------------------------------- | --------------------------------------------- |
| Светски рекорд                                | Лаури Лехтинен Финска                         | 14:17,0                                       | Лос Анђелес, САД                              | 19. јун 1932.                                 |
| Европски рекорд                               | Лаури Лехтинен Финска                         | 14:17,0                                       | Лос Анђелес, САД                              | 19. јун 1932.                                 |
| Рекорди Европских првенстава                  | Роже Рошар Француска                          | 14:36,8                                       | Торино, Италија                               | 9. септембар 1934.                            |
| Рекорди после Европског првенства 1938.       |                                               |                                               |                                               |                                               |
| Рекорди европских првенстава                  | Тајсто Меки Финска                            | 14:26,8                                       | Париз, Француска                              | 4. септембар 1938.                            |

## Освајачи медаља
|                    |                      |                     |
| Тајсто Меки Финска | Хенри Јонсон Шведска | Кауко Пекури Финска |

## Резултати

### Финале
| Пласман | Такмичарка       | Држава               | Време   | Белешке |
| ------- | ---------------- | -------------------- | ------- | ------- |
|         | Тајсто Меки      | Финска               | 14:26,8 | РЕП     |
|         | Хенри Јонсон     | Шведска              | 14:27,4 |         |
|         | Кауко Пекури     | Финска               | 14,29,2 |         |
| 4       | Џек Емери        | Уједињено Краљевство | 14:46,2 |         |
| 5       | Józef Noji       | Пољска               | 14:47.8 |         |
| 6       | Морисон Карстерс | Уједињено Краљевство | 14:51,3 |         |
| 7       | Андраш Чаплар    | Мађарска             | 14:52,4 |         |
| 8       | Роже Рошар       | Француска            | 14:55,6 |         |
| 9       | Од Растал        | Норвешка             | 15:01,0 |         |
| 10      | Готфрид Утигер   | Швајцарска           | 15:42,0 |         |
| 11      | Жан Делож        | Луксембург           | 15:48,0 |         |
| -       | Роже Норман      | Француска            | НЗ      |         |
| -       | Иштван Шимон     | Мађарска             | НЗ      |         |

## Укупни биланс медаља у трци на 5.000 метара за мушкарце после 2. Европског првенства 1934—1938.
|    | Земља      | Злато | Сребро | Бронза | Укупно |
| -- | ---------- | ----- | ------ | ------ | ------ |
| 1. | Финска     | 1     | 0      | 2      | 3      |
| 2, | Француска  | 1     | 0      | 0      | 1      |
| 3. | Пољска     | 0     | 1      | 0      | 1      |
| 3. | Шведска    | 0     | 1      | 0      | 1      |
|    | Укупно {4} | 2     | 2      | 2      | 6      |

|                                       | Земља                                 | Злато                                 | Сребро                                | Бронза                                | Укупно                                |
| Није био вишеструких освајача медаља. | Није био вишеструких освајача медаља. | Није био вишеструких освајача медаља. | Није био вишеструких освајача медаља. | Није био вишеструких освајача медаља. | Није био вишеструких освајача медаља. |
| ------------------------------------- | ------------------------------------- | ------------------------------------- | ------------------------------------- | ------------------------------------- | ------------------------------------- |